# Mitzi Gurgel Valente da Costa
 Mitzi Gurgel Valente da Costa  (Ottawa, Canadá, 02 de maio de 1953) é uma diplomata brasileira. Foi delegada Permanente do Brasil junto à Organização de Aviação Civil Internacional. Atualmente é Cônsul-Geral do Brasil em Mendoza, na Argentina.  

## Biografia

### Vida pessoal
Nasceu na cidade de Ottawa, no Canadá, filha do embaixador brasileiro Murillo Gurgel Valente e Roseny Gurgel Valente.

### Formação Acadêmica
Em 1975, graduou-se em Biologia pela Universidade da Califórnia, em Los Angeles.

### Carreira Diplomática
Ingressou na carreira diplomática em 1978, no cargo de terceira secretária, após ter concluído o Curso de Preparação à Carreira de Diplomata do Instituto Rio Branco.
Foi inicialmente lotada na Coordenadoria Técnica, onde trabalhou de 1978 a 1979. No ano de 1979, foi designada assessora do Departamento de Comunicações e Documentação. Já de 1980 a 1983, foi assistente da Divisão de Transmissões Internacionais. Havia sido promovida a segunda secretária em 1980. 
No ano de 1983, foi removida para o Consulado-Geral do Brasil em Los Angeles, onde exerceu o cargo de cônsul-adjunta. Em 1985, mudou-se para Sydney, onde, igualmente, ocupou a função de cônsul-adjunta.
Foi promovida a primeira-secretária em 1988. No mesmo ano, regressou a Brasília, tendo sido designada assessora do Departamento de Comunicações e Documentação. Ocupou a função até 1989, quando foi nomeada chefe da Divisão de Documentação.
Em 1991, foi removida a Copenhague, para assumir a função de primeira-secretária na Embaixada do Brasil. Em 1994, retornou a Brasília, onde trabalhou como assessora do Departamento do Serviço Exterior. No mesmo ano, foi promovida a conselheira e designada chefe da Divisão de Pagamentos e Benefícios de Pessoal.
De 1995 a 1997, integrou, na função de conselheira, a Delegação do Brasil junto à ALADI, em Montevidéu. Nesse período, foi chefe da delegação brasileira da Conferência do IV Fórum Euro Latino-Americano, Montevidéu. Viveu em Roma de 1997 a 2001, período em que esteve lotada na Embaixada do Brasil. No ano 2000, defendeu tese no Curso de Altos Estudos do Instituto Rio Branco, intitulada “Política de Doação de Alimentos. Uma linha de Ação Diplomática”, um dos requisitos necessários para a ascensão funcional na carreira diplomática. 
Em 2001, retornou ao Brasil, com vistas a ocupar a chefia da Divisão do Meio Ambiente, tendo permanecido no cargo até 2004. Havia sido promovida a ministra de Segunda Classe em 2002. De 2007 a 2011, foi diretora do Departamento de Imigração e Assuntos Jurídicos.  No ano de 2009, foi promovida a ministra de Primeira Classe, o mais elevado cargo na hierarquia da carreira diplomática brasileira.
Em 2011, foi designada Embaixadora do Brasil em Mascate, tendo ocupado a função até 2016, quando passou a exercer o cargo de delegada Permanente do Brasil junto à Organização de Aviação Civil Internacional.

## Condecorações[1]
- Ordem de Rio Branco, Brasil, Grande Oficial (2003)